# Hugues III. de Broyes
Hugues III. de Broyes (* wohl um 1125; † 1199) aus dem Maison de Broyes war ein französischer Adliger des 12. Jahrhunderts.
Er war Herr von Broyes, Châteauvillain, Arc, Commercy, Baye, Nesle, Villenauxe und Champigny-sur-Aube.

## Leben
Er ist der Sohn von Simon I. de Broyes, Seigneur de Broyes, († 4. Januar 1137/40) und Félicité de Brienne († nach 21. Juni 1178), der Tochter von Érard I., Graf von Brienne (Haus Brienne).
Hugues III. de Broyes nahm mit König Ludwig VII. am Zweiten Kreuzzug (1147–1149) teil. Vor seiner Abreise im Jahr 1147 schenkte er wie sein Vater der Abtei Notre-Dame-d’Andecy den Teich und die Mühle in Chevergny. 1154 erhielt er gemeinsam mit Jean de Pleurs ein Nutzungsrecht für den Wald von Montmort und um 1160 die Terrage zwischen Champaubert und Bannay.
Um 1160 ließ er Burgen in Baye und Châteauvillain errichten. 1184 befehligte er eine Armee des Königs Philipp II. in dessen Streit mit dem Herzog Hugo III. von Burgund. 1189 ließ ein Konflikt mit seinem Lehnsherrn Heinrich II. von Champagne seine Burg Broyes in Ruinen zurück.
Hugues III. de Broyes starb 1199 und wurde in der Abtei Clairvaux bestattet.

## Ehen und Familie
Hugues III. de Broyes heiratete vor dem 22. Oktober 1144 Stephanie/Étiennette de Bar, (1140/70 bezeugt, † 12. März vor 1178), Dame de Commercy, Tochter von Rainald I., Graf von Bar (Haus Scarponnois) und Gisèle de Vaudémont. Aus dieser Ehe stammen vier seiner Kinder:
- Simon II. de Broyes/Simon I. de Commercy, (* wohl 1145; † nach Mai 1208) Seigneur de Broyes et (1173) de Commercy; ⚭ Nicole de Salins, † nach 1233, Dame de Montrivel et de Châteauvillain-du-Jura 1172, Tochter von Gaucher IV., Sire de Salins (Haus Mâcon)
- Emmeline, 1182
- Sophie, 1182/88
- Agnès, 1180/1221, † 1221; ⚭ (1) Simon de Brixey, Seigneur de Bourlemont, † wohl 1190; ⚭ (2) vor 1200 Henri de Fouvent, 1174/1228, † 1228

Er heiratete vor 1178 in zweiter Ehe Isabelle/Isabeau/Elisabeth de Dreux, Dame de Baudement (1160, † 1239), Tochter von Robert I. Graf von Dreux (Haus Frankreich-Dreux), und Agnès de Baudement, Dame de Braine. Aus dieser Ehe stammen zwei Kinder:
- Emmeline, † 1249 vor April; ⚭ (1) um 1202 Eudes II. de Champlitte († Mai 1204 vor Konstantinopel), bestattet in der Apostelkirche ebenda, Sohn von Odo I. de Champlitte; ⚭ (2) 1205 Érard II., Seigneur de Chacenay († 1226)) (Haus Chacenay)
- Simon I., le Jeune, 1197/1258, † 1260, Seigneur de Châteauvillain et d’Arc-en-Barrois, de Baye, de Nesle et de Villenauxe; ⚭ Alix de Luzy, 1225/70, testiert 1261, Tochter wohl von Dalmace de Luzy und Béatrix de Vignory